# Aeropuerto de Vân Đồn
El Aeropuerto de Vân Đồn, antiguamente aeropuerto internacional de Vân Đồn está localizado en Quang Ninh, Vietnam. Este aeropuerto tiene una pista de aterrizaje de 3600m x 45 m (asfalto), capaz para servir un avión de gama media como Airbus A330.
Este es un aeropuerto privado. La construcción finalizó en noviembre de 2018. El aeropuerto comenzará a operar el 30 de diciembre de 2018.
La capacidad diseñada es de 4 millones de pasajeros por año.

## Aerolíneas y destinos
- Vietnam Airlines (Ciudad Ho Chi Minh)
- VietJet Air (Hanói) (Ciudad Ho Chi Minh)